# کفر حیتتا
کفر حیتتا (به عربی: کفر حتی) روستایی است که در استان جبل لبنان کشور لبنان واقع شده‌است.